# 新疆生产建设兵团第十师一八五团
新疆生产建设兵团第十师一八五团是中华人民共和国新疆生产建设兵团第十师下辖的一个团。

## 行政区划
新疆生产建设兵团第十师一八五团下辖以下单位：
团部、一连、二连、三连、四连、五连、六连、七连、八连、九连、十连和十一连。